# マンボウ科
マンボウ科(Molidae)は、条鰭綱フグ目に分類される科。背鰭と尻鰭が体の後端にあり、その後部が舵鰭という特殊な鰭になっている。ウシマンボウは体長4.6メートル、体重2,700キログラムの記録があり、硬骨魚類では最も大きい体を持つ。

## 形態

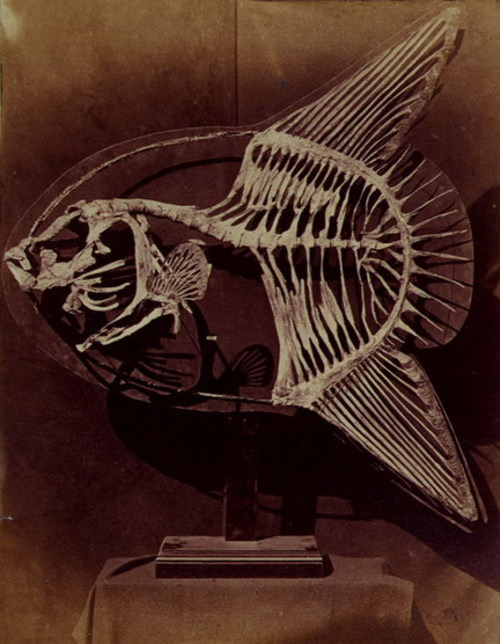
ルイス・キャロルが撮影した骨格

椎骨は魚類の中でも少なく、マンボウではわずか16個である。尾骨は無く、硬骨魚だが骨格の大部分は軟骨である。皮膚に骨板は存在しないが、分厚く粗い。鰾は持たない。
長大に発達した背鰭と臀鰭を羽ばたくようにして泳ぐ。胸鰭は体の安定を保つ役割があると考えられる。口や鰓から水を噴射して推進力を得る。咽頭歯を擦り合わせて音を出す。歯は上下に各一枚のみで、口を閉じることは出来ない。

## 生態
温帯から熱帯にかけての外洋に分布する。クラゲやサルパ、小魚や甲殻類を捕食する。皮膚の寄生虫を掃除魚に除去してもらうことがある。また海面に浮かび、海鳥に寄生虫を除去してもらうこともある。

## 分類
以下のマンボウ属を除いた分類・英名はFishbase(2018)に従う。マンボウ属の分類はSawai et al.,(2018)に従う。
- ヤリマンボウ属 Masturus
  - Masturus lanceolatus ヤリマンボウ Sharptail mola - 全長3メートルほど。和名の由来は、舵びれの中央部が槍のように長くつき出ていることから。

- マンボウ属 Mola
  - Mola alexandrini ウシマンボウ Bump-head sunfish（ゴウシュウマンボウM. ramsayiはシノニムとされる）
  - Mola mola マンボウ Ocean sunfish
  - Mola tecta カクレマンボウ Hoodwinker ocean sunfish

- クサビフグ属 Ranzania
  - Ranzania laevis クサビフグ Slender sunfish - 全長1メートルほど。やや体が細長く、楔（くさび）のような形をしているためこのような和名がある。

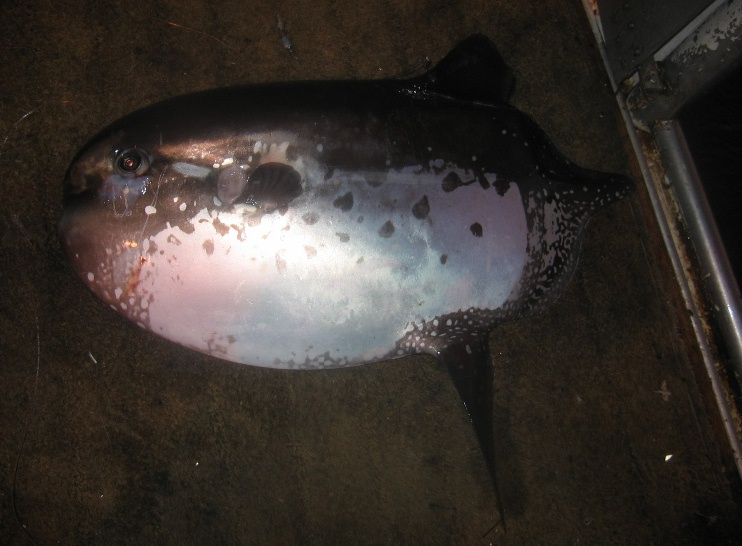
ヤリマンボウ
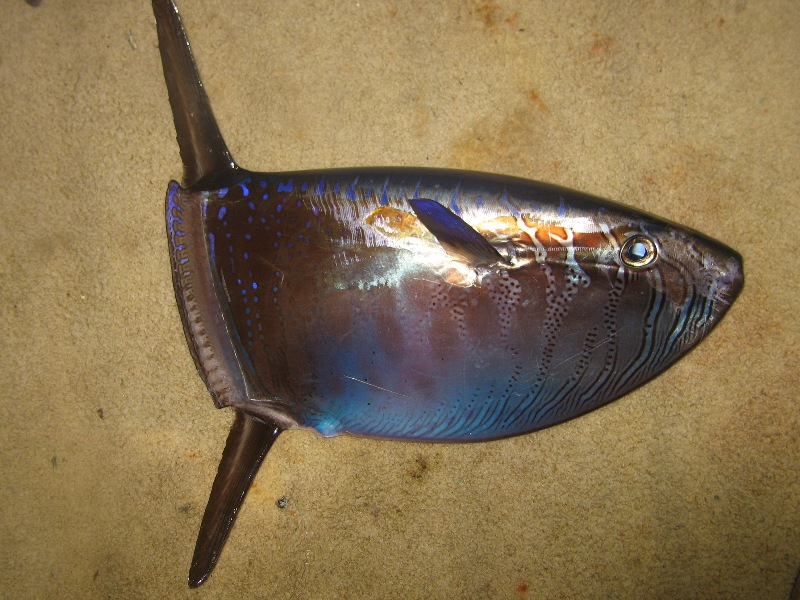
クサビフグ

### 化石種
- †Austromola angerhoferi Gregorova et al. 2009 [6] アウストロモラ・アンゲロフェリ

オーストリア・トラウン近郊の漸新世の地層から発見された。ほぼ全身骨格が発見されており、全長は3メートルに達する。これは新生代の魚類化石としては最大のものである。系統的にはマンボウ属+ヤリマンボウ属の姉妹群になるとみられ、クサビフグよりこれらの種に近いと考えられている。この化石から、この時代には既に現代的なマンボウ型魚類が出現していたことが明らかとなった。
- †Eomola bimaxillaria エオモラ・ビマキシルラリア

始新世中期に生息していた種である。